# Walter Braemer

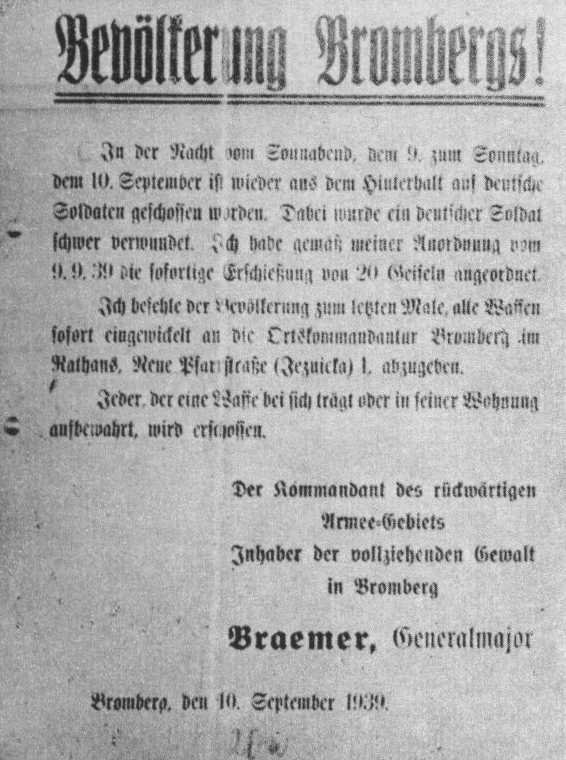
Obwieszczenie podpisane przez Braemera, informujące o rozstrzelaniu w Bydgoszczy 20 zakładników w dniu 9 września 1939

Walter Braemer (ur. 7 stycznia 1883 w Królewcu, zm. 13 czerwca 1955 w Hamburgu) − generał Reichswehry i Wehrmachtu, Gruppenführer SS, nazistowski zbrodniarz wojenny współodpowiedzialny za masowe mordy cywilnej ludności Bydgoszczy we wrześniu 1939 oraz za zbrodnie przeciwko ludzkości na terytorium ZSRR. 
Popierał mordowanie Polaków i Żydów, wierząc, że w ten sposób zostanie utrzymany spokój na okupowanych przez reżim III Rzeszy ziemiach polskich. Uniknął oskarżenia i nie poniósł odpowiedzialności pomimo tego, że został ujęty i spędził w brytyjskim więzieniu wojskowym prawie 2,5 roku. Zmarł z przyczyn naturalnych w Hamburgu.